# Arkhangelsk (musikalbum)
Arkhangelsk är ett album från 2007 av Erik Truffaz. Till skillnad från Truffaz tidigare verk, som väsentligen baserades på egna kompositioner, är flera av spåren på Arkhangelsk covers eller baserade på slingor från andra artisters verk.